# Szabadesés

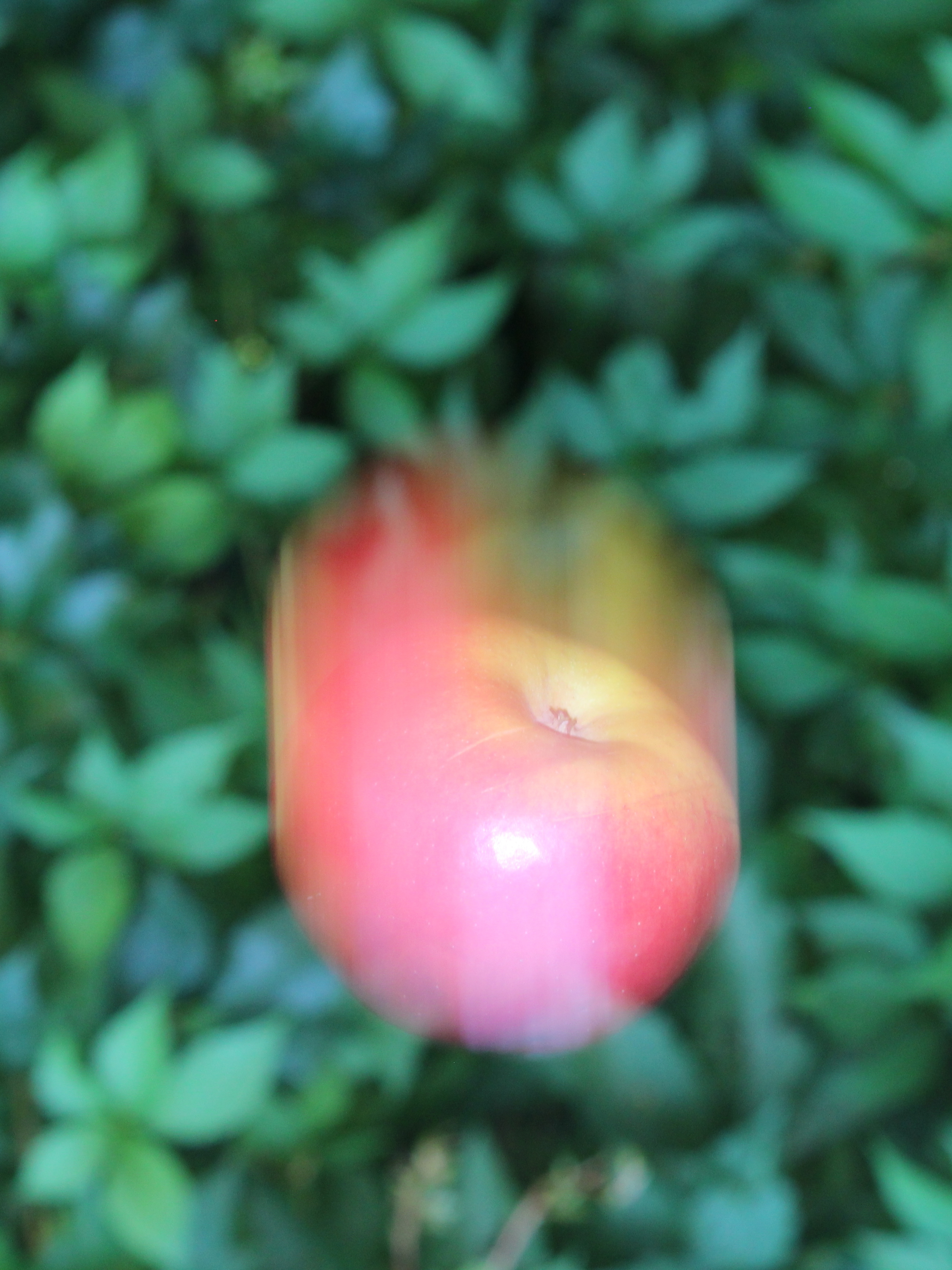
Alma szabadesés közben

Szabadesésnek nevezzük a test mozgását, ha a gravitációs mezőben kezdősebesség nélkül elengedett test esését a gravitáción kívül semmi sem befolyásolja. Gyakorlatilag szabadesésnek tekinthető a fáról lehulló alma, az elejtett kulcscsomó vagy a leejtett kavics mozgása. (Ha a testnek kezdősebessége is van, akkor a mozgást hajításnak nevezzük).

## A szabadesés kinematikai leírása
Mérésekkel és elméleti úton is igazolható, hogy nem túl nagy magasságkülönbségek esetén a szabadon eső test függőleges pályán egyenes vonalú, egyenletesen változó mozgást végez. A szabadon eső test gyorsulását nehézségi gyorsulásnak (gravitációs gyorsulásnak) nevezzük. A nehézségi gyorsulás jele g, iránya függőleges, azaz megközelítőleg a Föld középpontja felé mutat. (Az egyenes vonalú mozgásoknál megszokott módon a g helyett az a jelölést is használhatjuk.)
A nehézségi gyorsulás a mérések szerint a Föld felszínének különböző pontjain nem pontosan ugyanakkora, értéke függ a Föld középpontjától mért távolságtól és a földrajzi helytől is. (Részletek a földi nehézségi gyorsulás szócikkben.) A nehézségi gyorsulás standard értéke gn = 9,80665 m/s2. Ez azt jelenti, hogy másodpercenként ennyivel nő a test sebessége.↵A nehézségi gyorsulás Budapesten ennél kicsit nagyobb, 9,80850 m/s2. Feladatokban többnyire elegendő a 9,81 m/s2 értékkel (vagy az egészekre kerekített 10 m/s2 értékkel) számolni. Más égitesteken a szabadon eső testek szintén egyenes vonalú egyenletesen változó mozgást végeznek, de a gravitációs gyorsulás általában eltér a Földön mérhető értéktől.

A szabadon eső test gyorsulása, sebessége és elmozdulása

A szabadesés leírásához vegyünk fel egy koordináta-rendszert úgy, hogy az origó a test kiindulási (t = 0-hoz tartozó) helyzeténél legyen és az X-tengely függőlegesen lefelé mutasson! Mivel a g nehézségi gyorsulás is függőleges, ezért a test végig az X-tengely mentén mozog, azaz az Y és a Z koordináta folyamatosan nulla marad. (Emiatt az Y és a Z koordinátával, illetve a sebesség és a gyorsulás Y és a Z irányú összetevőjével nem foglalkozunk.)
A szabadon eső test gyorsulása, sebessége és elmozdulása az egyenes vonalú egyenletesen változó mozgásokra vonatkozó képletek alapján számítható ki:
{\displaystyle a=g}
{\displaystyle v=g\cdot t}
{\displaystyle s={g \over 2}\cdot {t^{2}}}

## A szabadesés dinamikai leírása
A szabadon eső test gyorsulását alapvetően a Föld (vagy az adott égitest) körül levő gravitációs mező okozza. Ez a kölcsönhatás a nehézségi erővel jellemezhető, amelynek erőtörvénye:
{\displaystyle \mathbf {F} _{\mathrm {neh} }=m\cdot \mathbf {g} }.
A nehézségi erő szintén függőlegesen lefelé mutat, hiszen a fenti összefüggés alapján a nehézségi erő és a nehézségi gyorsulás ugyanolyan irányú.

### A nehézségi gyorsulás és agravitációs állandókapcsolata
Ha a Föld (vagy a vizsgált égitest) forgásából adódó hatás elhanyagolható, akkor a nehézségi erő megegyezik a gravitációs erővel. A nehézségi erő nagysága:
{\displaystyle F_{\mathrm {neh} }=m\cdot g}.
Az R sugarú, M tömegű homogén tömegeloszlású gömbnek tekinthető égitest felszínén lévő m tömegű testre ható vonzóerő nagysága a Newton-féle gravitációs törvény szerint:
{\displaystyle F_{\mathrm {grav} }=G\cdot {\frac {M\cdot m}{R^{2}}}}.
Ezeket felhasználva:
{\displaystyle m\cdot g=G\cdot {\frac {M\cdot m}{R^{2}}}}.
Ebből a gravitációs gyorsulás nagysága:
{\displaystyle g=G\cdot {\frac {M}{R^{2}}}}.
A fenti képletbe a Földre vonatkozó G = 6,674 08·10−11 m³kg–1s–2, M = 5,9723·1024 kg és R = 6,371·106 m adatokat behelyettesítve a nehézségi gyorsulás nagyságára g = 9,820 m/s2 értéket kapjuk. A nehézségi gyorsulás standard értékétől (gn = 9,806 65 m/s2) való eltérés oka, hogy a fenti számításban nem vettük figyelembe a Föld forgásának (földrajzi helytől függő) hatását.

### Súlytalanságszabadesés közben
Súlynak nevezzük a fizikában azt az erőt, amellyel a test nyomja az alátámasztást, vagy húzza a felfüggesztést. A szabadon eső test nincs sem alátámasztva, sem felfüggesztve, tehát a szabadon eső test súlytalan. Természetesen szabadesés közben is hat a testre a gravitációs mező, éppen ezért gyorsul a föld felé.

## Két híres szabadesés-kísérlet

### Galileo Galilei kísérlete

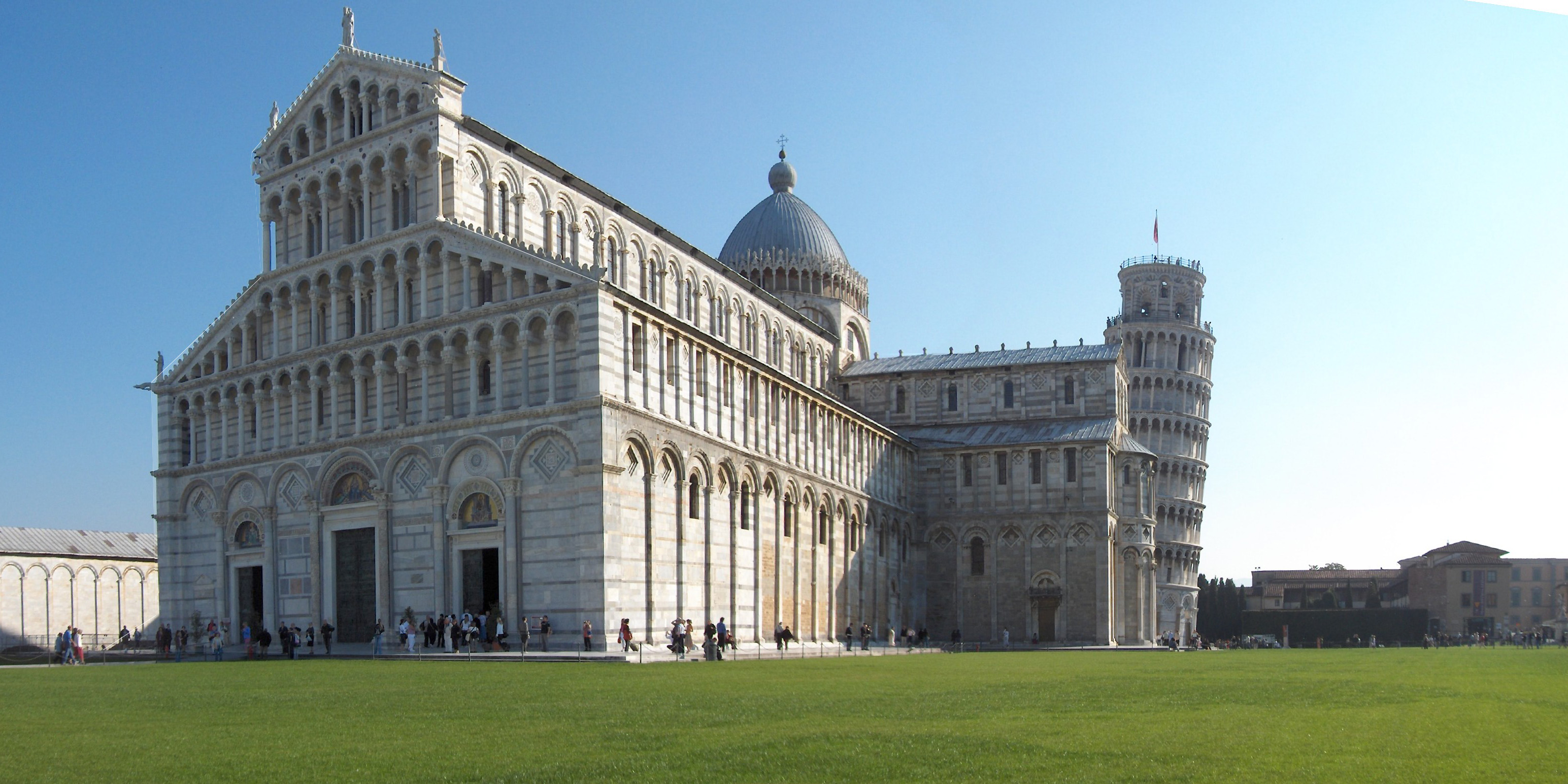
A pisai dóm és ferde harangtornya

A szabadesés egyik első kutatója Galileo Galilei volt. Életrajzírója és tanítványa, Vincenzo Viviani jegyezte fel róla, hogy Galilei a pisai ferde toronyból leejtett testekkel tanulmányozta a szabadesést. (A kísérlet Galilei által történő tényleges elvégzését a fizikatörténészek többsége kétségbe vonja.) Galilei kísérletezett lejtőn leguruló golyókkal is, amivel ugyanazt tudta bizonyítani: a leguruló vagy a szabadon eső golyók (légüres térben) a tömegüktől függetlenül gyorsulnak. Megállapította azt is, hogy a szabadon eső test által megtett út egyenesen arányos az indulásától eltelt idő négyzetével.

### Szabadesés a Holdon
Mivel a Holdnak nincs légköre, és a nehézségi gyorsulás is lényegesen kisebb, mint a Földön, ideális helyszín annak bemutatására, hogy az egyszerre elejtett, szabadon eső testek tömegüktől függetlenül, azonos sebességgel mozognak és egyszerre érnek a talajra. 
A kísérletet 1971. augusztus 2-án David Scott, az Apollo–15 űrhajósa ténylegesen is elvégezte a Holdon.